# Patito feo: La historia más linda en el Teatro
Patito Feo: La historia más linda en el Teatro fue la primera gira de conciertos de la telenovela musical Patito Feo, realizada para promover la serie y su álbum debut, Patito Feo: La historia más linda (2007), acompañada del lanzamiento del álbum homónimo Patito Feo en el Teatro (2007). La gira inició el 15 de septiembre de 2007 en Buenos Aires, Argentina y finalizó el 7 de diciembre de 2008 en San Salvador, El Salvador, fechas entre las que recorrieron los países de América Latina.

## Antecedentes y recepción
El 8 de abril de 2007 tuvo lugar la presentación de Patito Feo en el Planetario Galileo Galilei de la ciudad de Buenos Aires, donde se reunieron más de 24.000 personas. Después del fenómeno causado ante el estreno internacional de la serie, el 21 de agosto se anunció la primera gira musical del elenco en América Latina.
Patito Feo: La historia más linda en el Teatro se estrenó el 15 de septiembre de 2007 en el Teatro Gran Rex de Buenos Aires. Después de 34 funciones y más de 100.000 espectadores, se despidieron de Argentina para presentar la obra en el resto de países latinoamericanos.
El 7 de diciembre de 2008 se realizó en El Salvador la última función del espectáculo. La gira finalizó después de 90 funciones y más de 400.000 entradas vendidas en América Latina.

## Sinopsis del concierto
El espectáculo está representando como obra teatral y sigue el argumento de la primera temporada de Patito Feo. 
La obra está dividida en cinco actos que narran la rivalidad entre las protagonistas de la serie, Patito (Laura Esquivel) y Antonella (Brenda Asnicar), en la competencia de comedia musical y lograr triunfar con sus respectivos grupos: Las Populares y Las Divinas.
Como interludio para las actuaciones, la obra también sigue la historia de amor entre los padres de ambas: Blanca (Gloria Carrá), Leandro (Juan Darthés) y Carmen (Griselda Siciliani), personajes principales de Patito Feo. 
El repertorio de canciones está interpretado principalmente por Laura Esquivel y Brenda Asnicar. La gira recopila los temas del primer álbum de estudio de la serie: Patito Feo: La historia más linda, junto con tres temas nuevos presentados durante la gira («Cantemos Más Fuerte», «Tango Llorón», y «Un Poco Más») que aparecen en el segundo álbum lanzado como banda sonora de la obra: Patito Feo en el Teatro.

## Elenco
La obra teatral de la gira está representada por los personajes principales de Patito Feo: Laura Esquivel como Patito y Brenda Asnicar como Antonella, seguido de Juan Darthés (Leandro), Griselda Siciliani (Carmen), Gloria Carrá (Blanca) y Gastón Soffritti (Matías). 
El resto del elenco de la obra está conformado por el reparto de la serie: Thelma Fardín (Josefina), Eva de Dominici (Tamara), María Sol Berecoechea (Sol), Camila Outon (Pía), Camila Salazar (Caterina), Nicole Luis (Luciana), Vivian El Jaber (Dorinha), Martín Bossi (Polo), Marcela Lopez Rey (Inés), Nicolás D'Agostino (Chicho), Andrés Gil (Bruno), Juan Manuel Guilera (Gonzalo), Santiago Talledo (Guido), Brian Vainberg (Facundo), Nicolás Zuviría (Alan), Nicolás Torcanowsky (Santiago), Rodrigo Velilla (Felipe).

## Emisiones y grabaciones

### Patito Feo: La historia más linda en el Teatro
Película-concierto de la gira Patito Feo: La historia más linda en el Teatro. La obra teatral, grabada en el mes de septiembre de 2007 en el Teatro Gran Rex de Buenos Aires, está protagonizada por el elenco de la telenovela y sigue la competencia de comedia musical entre Las Populares y Las Divinas. El espectáculo fue estrenado en Disney Channel Latinoamérica el 25 de julio de 2008, en Disney Channel España el 5 de febrero de 2010, y en Disney Channel Italia el 25 de mayo de 2010, entre otros países.  Desde 2007 hasta 2010, fue publicado progresivamente en los respectivos países de Europa y América Latina en formato DVD y CD homónimos como: Patito Feo en el Teatro (con sus ediciones especiales para cada país), posicionándose en el número uno de las listas de ventas internacionales y siendo galardonados como los más vendidos del año en los Premios Gardel.

### Patito Feo: La gira más linda
Patito Feo: La gira más linda es un reportaje especial de La historia más linda en el Teatro. Fue lanzado en DVD el 2 de julio de 2008. El especial trata sobre la experiencia que vivieron Laura Esquivel, Brenda Asnicar y el resto del elenco de Patito Feo en su primera gira musical por Argentina, Colombia, México y el resto de países de América Latina. Incluye el backstage del show, entrevistas con el elenco y las coreografías de los hits «Fiesta» y «Las Divinas». La gira más linda se emitió en El Trece el 23 de abril de 2008, con el estreno de la segunda temporada de Patito Feo.

## Repertorio
- Acto 1:

1. «Quiero, Quiero» (Brenda Asnicar)
2. «Amigos Del Corazón» (Laura Esquivel)

- Acto 2:

1. «Cantemos Más Fuerte» (Laura Esquivel)
2. «Un Poco De Silencio» (Juan Darthés)
3. «Sueño De Amor» (Laura Esquivel)

- Acto 3:

1. «Tango Llorón» (Brenda Asnicar)
2. «Un Poco Más» (Elenco de Patito Feo)
3. «Nadie Más» (Gastón Soffritti)

- Acto 4:

1. «Y Ahora Qué» (Laura Esquivel)
2. «Tarde De Otoño» (Griselda Siciliani)
3. «Algo Tuyo En Mí» (Laura Esquivel y Juan Darthés)

- Acto 5:

1. «Fiesta» (Laura Esquivel)
2. «Las Divinas» (Brenda Asnicar)

- Encore

1. «Un Rincón Del Corazón» (Laura Esquivel y Brenda Asnicar)

## Fechas
| Fecha                                                     | Ciudad              | País        | Lugar                               |
| --------------------------------------------------------- | ------------------- | ----------- | ----------------------------------- |
| América Latina                                            |                     |             |                                     |
| 15 de septiembre - 18 de noviembre de 2007 (34 funciones) | Buenos Aires        | Argentina   | Teatro Gran Rex                     |
| 8 de diciembre de 2007                                    | Rosario             | Argentina   | Estadio Newell's Old Boys           |
| 9 de diciembre de 2007                                    | Rosario             | Argentina   | Estadio Newell's Old Boys           |
| 10 de diciembre de 2007                                   | Rosario             | Argentina   | Estadio Newell's Old Boys           |
| 15 de diciembre de 2007                                   | Córdoba             | Argentina   | Orfeo Superdomo                     |
| 16 de diciembre de 2007                                   | Córdoba             | Argentina   | Orfeo Superdomo                     |
| 25 de enero de 2008                                       | Mar del Plata       | Argentina   | Polideportivo de Mar del Plata      |
| 26 de enero de 2008                                       | Mar del Plata       | Argentina   | Polideportivo de Mar del Plata      |
| 27 de enero de 2008                                       | Mar del Plata       | Argentina   | Polideportivo de Mar del Plata      |
| 2 de febrero de 2008                                      | Punta del Este      | Uruguay     | Hotel Conrad                        |
| 3 de febrero de 2008                                      | Punta del Este      | Uruguay     | Hotel Conrad                        |
| 9 de febrero de 2008                                      | Mar del Plata       | Argentina   | Polideportivo de Mar del Plata      |
| 10 de febrero de 2008                                     | Mar del Plata       | Argentina   | Polideportivo de Mar del Plata      |
| 19 de febrero de 2008                                     | Lima                | Perú        | Teatro del Colegio San Agustín      |
| 20 de febrero de 2008                                     | Lima                | Perú        | Teatro del Colegio San Agustín      |
| 23 de febrero de 2008                                     | Guadalajara         | México      | Auditorio Telmex                    |
| 24 de febrero de 2008                                     | Querétaro           | México      | Auditorio Josefa Ortiz de Domínguez |
| 26 de febrero de 2008                                     | Puebla              | México      | Auditorio Siglo XXI                 |
| 28 de febrero de 2008                                     | Veracruz            | México      | World Trade Center                  |
| 1 de marzo de 2008                                        | Monterrey           | México      | Arena Monterrey                     |
| 2 de marzo de 2008                                        | Ciudad de México    | México      | Auditorio Nacional                  |
| 8 de marzo de 2008                                        | Montevideo          | Uruguay     | Cilindro Municipal                  |
| 9 de marzo de 2008                                        | Montevideo          | Uruguay     | Cilindro Municipal                  |
| 20 de marzo de 2008                                       | Buenos Aires        | Argentina   | Teatro Gran Rex                     |
| 21 de marzo de 2008                                       | Buenos Aires        | Argentina   | Teatro Gran Rex                     |
| 22 de marzo de 2008                                       | Buenos Aires        | Argentina   | Teatro Gran Rex                     |
| 23 de marzo de 2008                                       | Buenos Aires        | Argentina   | Teatro Gran Rex                     |
| 29 de marzo de 2008                                       | Tucumán             | Argentina   | Estadio Club Atlético Tucumán       |
| 30 de marzo de 2008                                       | Salta               | Argentina   | Estadio Delmi                       |
| 5 de abril de 2008                                        | Mendoza             | Argentina   | Estadio Malvinas Argentinas         |
| 26 de abril de 2008                                       | Bogotá              | Colombia    | Coliseo Cubierto El Campín          |
| 27 de abril de 2008                                       | Bogotá              | Colombia    | Coliseo Cubierto El Campín          |
| 7 de junio de 2008                                        | Asunción            | Paraguay    | Estadio del Club Olimpia            |
| 21 de junio de 2008                                       | Santiago            | Chile       | Arena Santiago                      |
| 25 de julio de 2008                                       | Cali                | Colombia    | Plaza de Toros Cañaveralejo         |
| 26 de julio de 2008                                       | Medellín            | Colombia    | Plaza de Toros La Macarena          |
| 27 de julio de 2008                                       | Ciudad de Panamá    | Panamá      | Figali Convention Center            |
| 5 de diciembre de 2008                                    | Ciudad de Guatemala | Guatemala   | Estadio del Ejército                |
| 7 de diciembre de 2008                                    | San Salvador        | El Salvador | Anfiteatro Feria Internacional      |